# Ваєрбуш
Ваєрбуш (нім. Weyerbusch) — громада в Німеччині, розташована в землі Рейнланд-Пфальц. Входить до складу району Альтенкірхен. Складова частина об'єднання громад Альтенкірхен.
Площа — 4,22 км2. Населення становить 1383 ос. (станом на 31 грудня 2020).

## Галерея

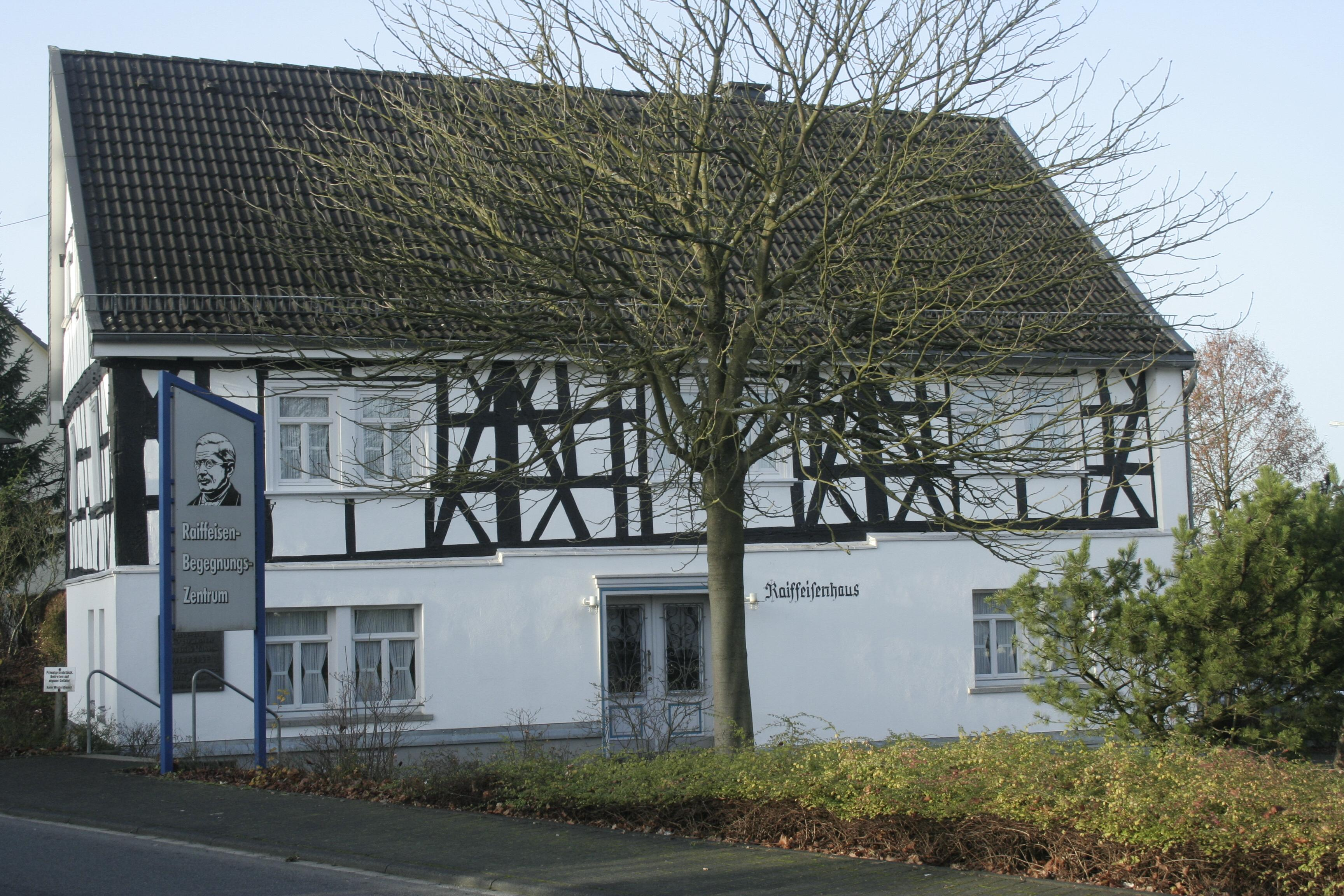
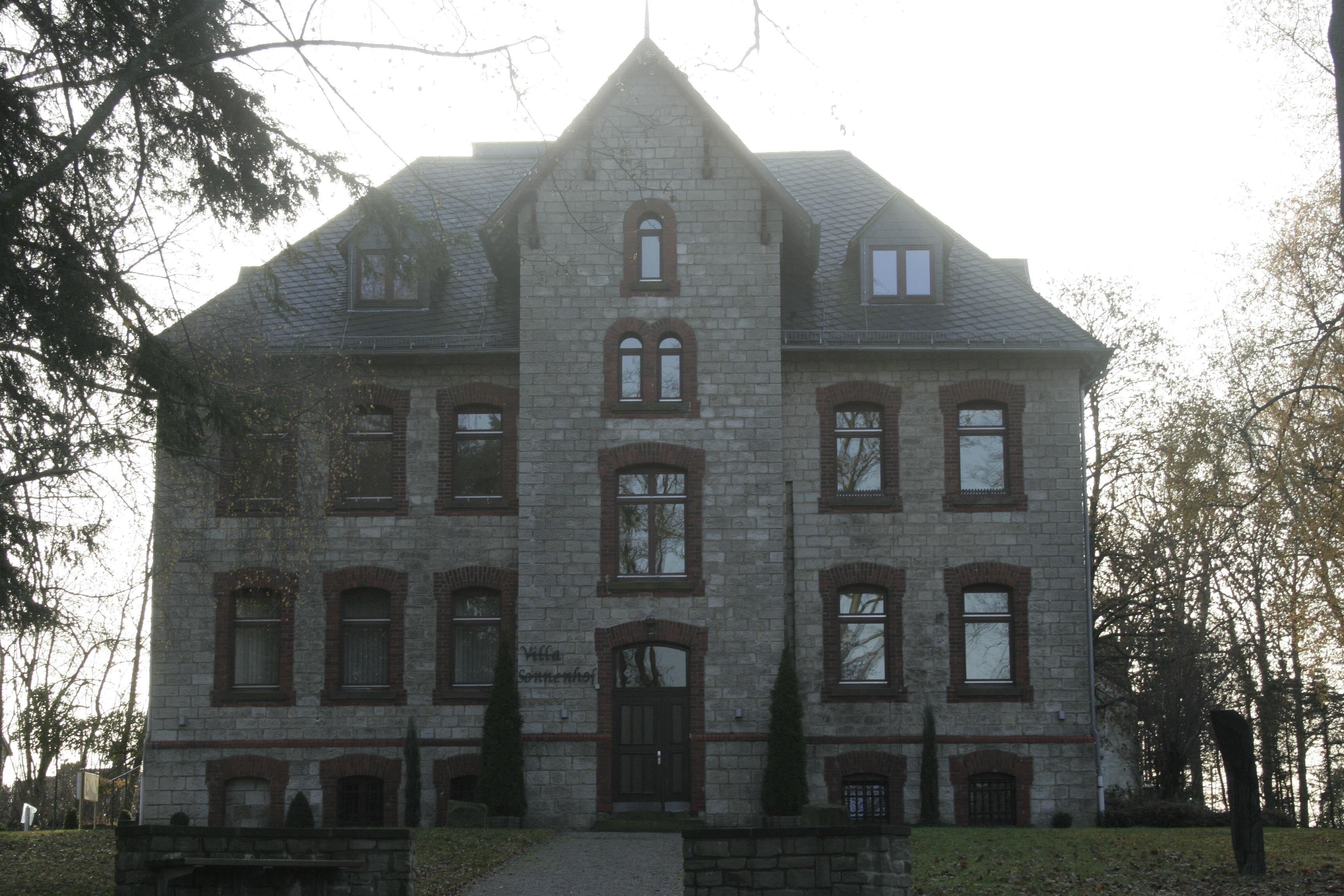